# 소네노 요시타다

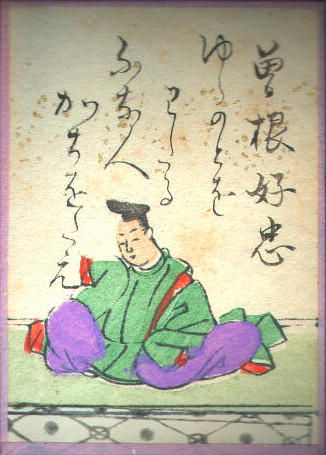

소네노 요시타다(일본어: 曽禰好忠)는 일본 헤이안 시대의 시인이다.

## 와카
```
유라 해협을 건너는 뱃사람 노를 잃었네 갈 길을 알 수 없는 사랑의 길일지도
由良の門を渡る舟人かぢを絶えゆくへも知らぬ恋のみちかな
```